# Cracóvia (embutido)

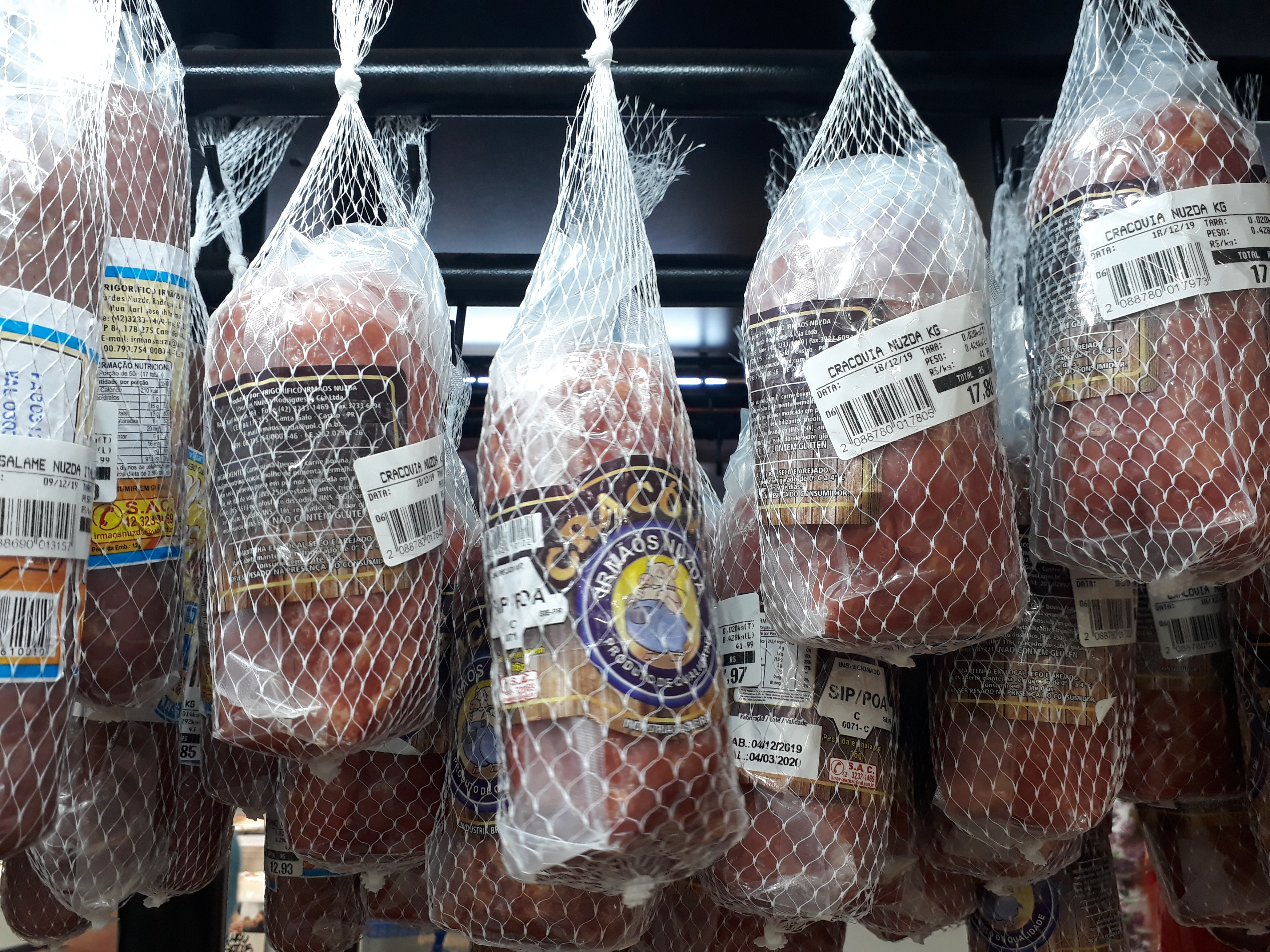
Cracóvias embaladas, à venda em mercado do Paraná

A cracóvia é um embutido de carne suína, típico do estado do Paraná, Brasil. Produzido com base em técnicas de charcutaria artesanal praticadas por imigrantes poloneses e ucrânianos, é feito com cortes nobres de porco, incluindo pernil e lombo. Suas principais caracteristicas são a presença de uma textura bastante macia, sabor marcante e baixo teor de gordura.

## Produção
A cracóvia é pré-cozida e passa por um processo de defumação a alta temperatura, o que a diferencia de embutidos crus, como o salame tradicional, ou de linguiças defumadas a frio. A produção deste embutido suíno envolve um processo artesanal que demanda diversas horas de preparo e segue etapas rigorosas para garantir sua qualidade e sabor característicos. As principais etapas incluem:
1. Seleção da carne: Utilizam-se cortes nobres de porco, como pernil, paleta ou lombo,[2] frescos e nunca congelados.[1] A carne é desossada, cortada em pedaços menores e separada de nervos e gordura para manter o baixo teor de gordura.[3]
2. Moagem: A carne é moída em peneiras de diferentes granulometrias para obter uma textura macia e firme.[3]
3. Tempero: São adicionados sal, alho, pimentas e outras especiarias, como noz-moscada, cravo ou canela, dependendo da receita de cada produtor. A mistura repousa por até 24 horas em câmara fria para intensificar os sabores.[3]
4. Moldagem: A carne temperada é colocada em tripas artificiais ou naturais (bexiga animal) e moldada em formato cilíndrico, semelhante ao de uma mortadela ou linguiça grossa.[3]
5. Defumação: O embutido é defumado a quente por 5 a 6 horas em defumadores de tijolo com lenha de espécies especialmente selecionadas por cada produtor, conferindo um sabor amadeirado característico e diferenciado, o qual varia conforme o produtor ou até mesmo o lote.[3]
6. Resfriamento e embalagem: Após a defumação, a cracóvia é lentamente resfriada por pelo menos 12 horas antes de ser embalada para comercialização.[3]